# Oril
Oril (tiếng Ukraina: Оріль) là một sông tại Ukraina, là phụ lưu tả ngạn của sông Dnepr. Sông dài 346 kilômét (215 mi) và diện tích lưu vực là 9.800 kilômét vuông (3.784 dặm vuông Anh). Đầu nguồn Oril nằm gần làng Yefremivka thuộc huyện Lozova, tỉnh Kharkiv. Sông Oril đổ vào sông Dnepr gần thành phố Dnipro.

## Mô tả
Độ dốc của sông là 0,27 m/km. Thung lũng sông không đối xứng, sườn hữu ngạn cao và dốc, sườn tả ngạn thấp và thoai thoải, rộng từ 2–3 m ở đầu nguồn đến 16 m (gần làng Pereshchepynoho) - 22 m (gần cửa sông). Vùng bãi bồi có chỗ sình lầy tại một số nơi, có các cây cổ thụ, rộng 3–4 km. Độ khoáng hóa của nước sông cao - trung bình là: lũ mùa xuân - 1588 mg/dm³; giới hạn mùa hè-thu - 1964 mg/dm³; giới hạn mùa đông - 2109 mg/dm³ .. Sông được sử dụng để nuôi cá, cấp nước, tưới tiêu.

## Vị trí
Sông chảy qua các huyện cũ Pervomaiskyi, Kehychivka, Sakhnovshchyna, Zachepylivka của tỉnh Kharkiv, Mashivka và Novi Sanzhary của tỉnh Poltava, Yurivka, Novomoskovsk, Mahdalynivka, Tsarychanka và Petrykivka của tỉnh Dnipropetrovsk.

## Thủy văn
Sông rất khúc khuỷu, rộng từ 2–10 m đến 40 m, trên vùng ghềnh lên đến 100 m, sâu 6 m, dòng chảy êm đềm. Dưới đáy sông là cát. Sông đóng băng vào cuối tháng 11-đầu tháng 12, tan băng vào cuối tháng 3. Một đợt lũ mùa xuân và một đợt lũ mùa hè là điểm đặc trưng. Ở một số khu vực, sông khô hạn vào mùa hè. Nguồn nước sông thông thường là tuyết và mưa. Lưu lượng dòng chảy trung bình cách cửa sông 31 km là 13,2 m³/s..
Các trạm thủy văn trên sông được xây dựng gần các làng Stepanivka (1930) và Chornohlazivka (1925), thị trấn Tsarichanka (1952).
Với việc xây dựng nhà máy thủy điện Dnepr Trung vào năm 1964, để ngăn hồ chứa nước Kamianske làm ngập các vùng đất thấp của sông Oril, họ đã quyết định chặn cửa sông và đào một kênh mới. Năm 1967, ở hạ lưu sông (huyện Petrykivka) từ làng Mohyliv (18 km phía trên cửa sông Orel cũ) đến làng Obukhivka, một con sông nhân tạo được xây dựng dài 61 km theo dòng chảy của sông cổ Protovcha. Giờ đây, Oril chảy vào Dnepr cách cửa sông cũ 41 km về phía hạ lưu. Trong đoạn từ làng Prydnipryanske (trước là Radianske) đến làng Mohyleva, sông đã đổi dòng.
Kênh đào Dnepr-Donbas được xây dựng từ năm 1970-1981, tuyến này đi qua vùng bãi bồi của Oril. Các công trình thủy lợi đã thay đổi dòng sông - hiện nay chiều dài của nó là 370 km. Ở vùng hạ lưu (từ làng Obukhivka) tàu thuyền có thể đi lại. Ở vùng bãi bồi của sông có một hồ nước tên là Hryakovy Lyman.

## Sinh vật
Sông Oril là nơi sinh sống của cá nheo châu Âu, cá vền, cá chó phương bắc, cá vây tia, cá pecca châu Âu. Khu vực bờ sông có thỏ đồng, cáo, lợn rừng, sói xám, Capreolus, Cervus. Lưu vực sông có các loài chim: Anas, chim lội, sâm cầm, trĩ, Ardea, sếu, ô tác lớn, Perdix, cút, ưng đầm lầy Á-Âu và diều bụng trắng, Accipiter. Bờ sông đôi khi có các khu rừng ngập nước. Ở vùng hạ lưu có Khu bảo tồn tự nhiên Dniprovsko-Orilskyi.
Trong "Mô tả về Ukraine" của Guillaume de Beauplan, ông mô tả về nguồn cá của sông là bắt được hơn 2.000 một lần kéo lưới, con nhỏ nhất dài 1 ft (~30 cm). Nhà sử học Dmytro Yavornytsky gọi sông một cách hình tượng là "dòng sông sữa với đôi bờ mật ngọt" do có rất nhiều cá và chim, và bờ của sông có rừng.